# Allocnemis maccleeryi
Allocnemis maccleeryi е вид водно конче от семейство Platycnemididae. Видът е критично застрашен от изчезване.

## Разпространение
Разпространен е в Малави.